# Charles-Alexandre de Saxe-Weimar-Eisenach

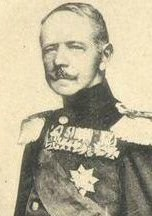
Charles-Alexandre de Saxe-Weimar-Eisenach.

Charles-Alexandre (24 juin 1818, Weimar – 5 janvier 1901, Weimar) est grand-duc de Saxe-Weimar-Eisenach de 1853 à sa mort.

## Biographie
Charles-Alexandre est le fils du grand-duc Charles-Frédéric de Saxe-Weimar-Eisenach et de Maria Pavlovna de Russie. Il succède à son père à sa mort, le 8 juillet 1853.
Une solide amitié le lie à Fanny Lewald et Hans Christian Andersen. Ce lien amical cesse en 1849 lors de la première guerre prusso-danoise : en tant que grand-duc héritier et apparenté aux Hohenzollern, il ne peut faire autrement que de soutenir le Schleswig-Holstein contre le Danemark.
Charles-Alexandre est l'un des protecteurs de Richard Wagner et de Franz Liszt. Il restaure le château de Wartbourg. En 1860, il crée l'École d'art de Weimar (avec Arnold Böcklin, Franz von Lenbach et Reinhold Begas).
Beau-frère du roi de Prusse Guillaume Ier et du prince Frédéric-Charles, il soutient naturellement ses beaux-frères dans la guerre qui oppose la Prusse à l'Autriche et ses alliés de la Confédération germanique en 1866, mais sans s'engager militairement. Il fait entrer le grand-duché dans la Confédération d'Allemagne du Nord créée par la Prusse à l'initiative du chancelier Bismarck. En revanche, lors de la guerre franco-prussienne de 1870 et 1871, le grand-duc offre ses services uniquement en « samaritain ».
À sa mort, son fils l'ayant précédé dans la tombe sept ans plus tôt, c'est son petit-fils Guillaume-Ernest, âgé de 25 ans, qui lui succède.

## Descendance
Le 8 octobre 1842, Charles-Alexandre épouse sa cousine utérine Sophie d'Orange-Nassau (1824-1897), fille du roi Guillaume II des Pays-Bas et d'Anna Pavlovna de Russie. Quatre enfants sont nés de cette union :
- Charles-Auguste (31 juillet 1844 – 20 novembre 1894) ;
- Marie-Alexandrine (20 janvier 1849 – 6 mai 1922), épouse en 1876 le prince Henri VII Reuss de Köstritz ;
- Anne-Sophie (29 mars 1851 – 26 avril 1859) ;
- Élisabeth (28 février 1854 – 10 juillet 1908), épouse en 1886 le duc Jean-Albert de Mecklembourg.